# Шереметев, Иван Васильевич Меньшой
Иван Васильевич Меньшой Шереметев (ум. 10 февраля 1577, Колывань (Ревель)) — воевода и боярин из рода Шереметевых, приближённый Ивана Грозного.
С 1552 года по 1577 год Иван Васильевич находился на ратном поле, участвуя в походах государя Ивана Васильевича против Казани, Крыма, Ливонии и Литвы.

## Биография
Как видно из подписей под постановлением Земского Собора 1566 года, Шереметев был неграмотен и не мог вследствие этого «приложить» к постановлению своей «руки», то есть подписать его, но в этом нет ничего удивительного, так как неграмотность в половине XVI века была заурядным явлением среди высших лиц Русского государства.
Дружба же Шереметева с думным дьяком Андреем Щелкаковым, одним из умнейших людей своего времени, доказывает, что, обладая замечательными воинскими способностями, Шереметев был в то же время человеком недюжинного ума.

### Ранние годы
Первое упоминание о Шереметеве относится к 1550 году, когда ему было пожаловано в поместье 150 четвертей земли в Московском уезде.
Во время Казанского похода 1552 года он был выборным головой над сотней боярских детей в государевом полку и участвовал в двух сражениях с казанцами.
В июне 1555 года был вторым воеводой ертаульного полка, когда царь Иван Грозный ходил в Тулу по «крымским вестям».
Осенью того же года стали готовиться к войне со Швецией, и Шереметев был назначен в полк правой руки товарищем к воеводе князю Суздальскому — Ногтеву. В начале января 1556 года московское войско перешло за шведский рубеж. Первое сражение было в 5 верстах от Выборга, и Шереметев, предводительствовавший, по случаю болезни князя Ногтева, правой рукой, удачно зашёл в тыл неприятеля от Выборга и тем много способствовал поражению шведов.
В июне 1556 года Шереметев находился в Михайлове, откуда был отправлен царём Иваном Грозным, прибывшим в Серпухов по «крымским вестям», в «поле», к Усть-Ельцу, а затем возвращён обратно в Михайлов.
В 1557 году, незадолго до первого Ливонского похода, Шереметев был пожалован в окольничие, а в 1559 году — в бояре.
Он участвовал во всех трёх Ливонских походах 1557 и 1559 годов, сначала воеводой правой руки, а затем воеводой передового полка.
После взятия в августе 1560 года первостепенной Ливонской крепости Феллина, в Пскове собралась новая московская рать, на этот раз против Литвы, так как начались враждебные действия Речи Посполитой. Главноеначальство над московским войском было поручено князю Булгакову и Шереметеву. Им пришлось однако воевать не против литовцев, повернувших от Торваста назад, а против ливонцев.
Осенью 1562 года, во время похода царя Ивана Грозного к Полоцку, Шереметев был вторым воеводой в полку левой руки, а весной 1563 года после взятия Полоцка и отъезда царя в Москву, был оставлен на воеводстве в Полоцке вместе с князем Шуйским и князьями Василием и Петром Серебряными-Оболенскими.
Весь город был распределён между боярами по воротам и Шереметеву указано было ведать Богородицкие ворота.
В начале 1564 года возобновились, по окончании перемирия, военные действия против литовцев. Когда, по указу царя Ивана Грозного, князь П. И. Шуйский выступил со своим войском из Полоцка в Оршу, — Шереметев был в этом походе воеводой сторожевого полка.
25 января 1564 года на берегу реки Улы, Троцкий воевода князь Радзивилл внезапно напал на московское войско: князь Шуйский был убит в этом сражении, а Шереметев ранен. Он был «древом шкодливо (то есть опасно) пробит». Между телами убитых нашли колчан и меч Шереметева и отнесли их к князю Радзивиллу, который вследствие этого в своем донесении королю от 3 февраля 1564 года писал, что не знает в точности, убит Шереметев, или в возвратился в Полоцк. Летом того же 1564 года Шереметев находился вторым воеводой правой руки в Вязьме, входившей в состав западной оборонительной линии. По первым же вестям о приходе литовских людей, в конце февраля 1565 года, Шереметев был послан из Вязьмы в Великий Луки в помощь к князю Андрею Ивановичу Шуйскому, стоявшему там с войсками. Через два с половиной месяца после этого Шереметев был послан по «крымским вестям» в Калугу, где вместе с князем Турунтаем-Пронским предводительствовал передовым полком, а в июне назначен воеводой большого полка, в товарищи к главному воеводе всего войска, князю Мстиславскому.
В октябре 1565 года Шереметев и князь Щенятев ходили к Болхову на помощь к тамошнему воеводе князю Щепину-Золотому-Оболенскому против крымского хана Девлет-Гирая, подступившего к городу с тяжелыми пушками.
За эту службу, в числе других, был награждён и Шереметев: ему пожалован золотой.
Летом 1566 года Шереметев участвовал в Земском Соборе, созванном царём Иваном Грозным для решения вопроса, продолжать ли войну с Литвой. Присутствовало 16 бояр, среди которых Шереметев занимал шестое место. Постановление Собора о продолжении войны было подписано 57-ю лицами.
Шереметев не подписал, так как был неграмотен. В конце сентября 1567 года царь Иван Грозный отправился в Новгород распределять полки для войны с Литвой, а Шереметев был оставлен в это время в Дорогобуже. Вскоре по выступлении царя Ивана Грозного с войсками к литовскому рубежу было получено известие о появлении «лихого поветрия» в Ливонии. Вследствие этого созван военный совет, на который явился и Шереметев. На совете было решено отложить поход, и царь возвратился в Москву, а Шереметев, вместе с князем М. М. Троекуровым, оставлен в Пскове.
В начале января 1569 года литовцы взяли обманом псковский пригород Изборск, который был, однако, вскоре отобран назад пришедшими на выручку московскими воеводами, в том числе и Шереметевым. В апреле 1569 года войска стали стягиваться от литовского рубежа к «полю». Шереметев был назначен в Серпухов вторым воеводой передового полка, но в росписи сказано, что когда «Крымские люди учнут воевати государевы Украйны», то Шереметев поведет сторожевой полк. В других росписях Шереметев значится вторым воеводой большого полка, а затем вторым воеводой правой руки в Калуге.

### Крымское нашествие
Весной 1570 года Шереметев находился в ожидании крымцев сначала в Кашире, а затем в Серпухове. Крымцы приходили на «Рязанские и на Каширские места», но, не причинив особенного вреда, ушли в степь.
Следующее нашествие крымцев весной 1571 года окончилось далеко не так благополучно. Хан Девлет-Герай ворвался в Московское государство со 100 тыс. войском и быстро направился к Москве, воспользовавшись тем, что воеводы большого полка князья Бельский и Морозов и воеводы правой руки — князь Мстиславский и Шереметев не успели занять берегов Оки. Воеводы поспешили к Москве другим путём и прибыли туда 13 мая, за день до прихода крымцев. Вследствие малочисленности войска, воеводы не могли встретить неприятеля в открытом поле и решили обороняться в московских предместьях.
14 мая татары зажгли предместья в десяти местах зараз, и вся Москва выгорела, за исключением нескольких каменных церквей и Кремля, в котором заперлись воеводы, решившие защищаться до последней возможности.
Татары ушли от Москвы 26 мая и угнали с собой громадное количество пленных. Со времени вторжения крымцев в пределы Московского государства, царь Иван Грозный жил в Ростове и вернулся в Москву лишь тогда, когда удалился Девлет-Герай.
Начались розыски виновников внезапного нашествия крымцев, и князь Мстиславский в так называемой проклятой грамоте признался, что он с «товарищами своими» навёл хана на Московское государство. Надо полагать, что князь Мстиславский был вынужден пытками принять на себя небывалую вину. По ходатайству митрополита Кирилла и прочих властей, князь И. Ф. Мстиславский был прощён и трое бояр дали поручную запись о невыезде его из Московского государства, с обязательством заплатить в казну 20 000 рублей, в случае его побега. Ближайшим товарищем князя Мстиславского во время крымского нашествия был Иван Васильевич Шереметев, но он не только не был заподозрен царём Иваном Грозным в измене, а по делу князя Мстиславского сидел в думе вместе с князем Воротынским и принимал бояр, окольничих и дворян, дававших подручную запись по трёх боярах, ручавшихся за князя Мстиславского. В книге подручных грамот приложены печати князя Воротынского и Шереметева.

### Свадьбы Ивана Грозного
28 октября 1571 года Шереметев присутствовал на третьей свадьбе царя Ивана Грозного с Марфой Васильевной Собакиной: он сидел за столом против боярынь, а когда в палатах всё было приготовлено по чину, — ходил звать царя на место.
В декабре 1571 г. Шереметев, в числе других знатных бояр, сопровождал в Новгород царя Ивана Грозного, желавшего предпринять войну со шведами одновременно и в Финляндии, и в Эстонии. Война эта была, однако, отложена, и царь со всеми боярами возвратился в Москву, где вскоре вступил в четвёртый брак с Анной Колтовской.

### Битва при Молодях
Весной 1572 году распространился слух, что Крымский хан Девлет Герай приготовляется к новому набегу на Москву, и царь Иван Васильевич, под предлогом заключения мира со Швецией, уехал в Новгород с женой и со всей казной, уложенной на 450 подводах. Между тем, против крымцев было выслано большое войско, и главным пунктом обороны назначен перевоз под Серпуховом, против которого расположился большой полк, под начальством князя М. И. Воротынского и Шереметева. К ним назначено было несколько сходных воевод и немец Фаренсбах с семитысячным немецким отрядом.
Воеводы наскоро огородились плетнем из хворосту, выкопали рвы, а у самого перевоза на горе поставили так называемый «гуляй-город».
26 июля 1572 г. Девлет Герай со 120 000 войском подошёл к перевозу, оберегаемому князем М. И. Воротынским и Шереметевым, и открыл жестокую пальбу, как будто подготовляя себе переправу. На самом же деле он распорядился устроить переправу ниже Серпухова, у Сенкина брода, куда и сам пошёл в ночь с 27 на 28 июля, оставив у перевоза не более 2 тыс. человек. Только по утру узнали князь Михаил Иванович Воротынский и Шереметев, что татары уже на том берегу и направились к Москве. Всё московское войско бросилось за ними в погоню: благодаря находчивости одного из воевод, кн. Хворостинина, неприятельский отряд был наведён на большой полк князя М. И. Воротынского и Шереметева, которые пустили тогда в ход «гуляй город» и побили много татар. После этого они устремились за Девлет Гераем и так настойчиво преследовали его, что он не решился идти к Москве и остановился в 50-ти верстах от неё, в с. Молодях. Четыре дня, с 30 июля по 2 августа включительно, продолжался там ожесточённый бой между московскими и татарскими войсками. В конце концов, татары были побеждены и Девлет Герай, в ночь на 3 августа, бежал к Оке с небольшой дружиной, так как почти все войско его было перебито.

### 1573—1576
После бегства Девлет Герая все полки, за исключением сторожевого полка и полка левой руки, стали на свои прежние места, следовательно Шереметев, в товарищах у князя М. И. Воротынского, стоял с большим полком в Серпухове. 11 апреля 1573 года он переведён вторым воеводой в правую руку, а затем, вследствие важных перемен на береговой приокской линии, отправлен в помощники к воеводе большого полка, вновь назначенному князю Семёну Даниловичу Пронскому.
С весны 1574 года до осени 1576 года Шереметев стоял по «крымским вестям» то в Серпухове, то в Калуге, причём дело не обходилось без длинных местнических счетов, которые возбуждались иногда против Шереметева, а иногда им самим. В конце октября 1576 г. Шереметев присутствовал в доме боярина князя Мстиславского при приёме гонца Ивана Гоголя, присланного к московским боярам от польских панов рады для переговоров. Ответная грамота написана от лица трех бояр, именованных, по посольскому обычаю, наместниками разных городов. Шереметев назван наместником Коломенским.

### Осада Ревеля
В декабре 1576 года пятидесятитысячное войско должно было, по указу царя Ивана Грозного, собраться в Новгороде и идти оттуда прямо на Колывань (Ревель) — единственное укрепленное место в Левонии, ещё не занятое московскими ратными людьми.
Царь Иван Грозный приказал своим воеводам взять Колывань (Ревель), и Шереметев, по словам современного ливонского летописца Рюссова, прощаясь с царём перед отправлением в поход, поклялся, что добудет Колывань (Ревель), или не вернётся живым перед его светлые очи. Переход из Новгорода к Ревелю совершился при весьма неблагоприятных климатических условиях, во время сильных морозов и снежных бурь, и продолжался без малого месяц: выйдя из Новгорода на святках, русские войска достигли Ревеля лишь 22 января 1577 года.
Шереметев был вторым воеводой большого полка и, как видно из показаний какого-то московского воеводы и татарина, взятых в плен ревельцами, пользовался громкой известностью: воевода называл Шереметева «наилучшим воином Московского войска», а татарин — «знатнейшим героем». Один из немцев, очевидцев осады Ревеля, говорит, что «этот Juan Zelmäth был такой необузданный, отважный, свирепый и хитрый человек, что даже сами Русские боялись его».
Шереметеву приписывали первоначальный план осады Ревеля, по которому было решено выманить ревельский гарнизон, как можно далее от сильных укреплений, окружить его, перебить и затем уже приступить к осаде города. План этот остался невыполненным, а Шереметев 7 февраля был смертельно ранен, и вот при каких обстоятельствах. В то время, как ревельцы подожгли только что устроенный московскими воинами шанец из стогов сена, телег и туров, Шереметев находился на самом шанце на горе. Заметив замешательство среди своих воинов, он сошёл с коня и стал гнать назад тех, которые бежали из окопов.
Очевидец повествует, что, не будучи в силах удержать беглецов, Шереметев кидался, «как неистовый, бешеный медведь», и хлопая руками, кричал: «ловите их, ловите их!». В это время он был ранен ядром в ногу. Когда его перенесли в лагерь и сбежались доктора, он отказался от их услуг, говоря: «на то воля Божия».
Со смертью Шереметев два дня спустя, то есть 10 февраля 1577 г., московское войско, по свидетельству одного из участников защиты Ревеля, потеряло лучшего воеводу, а вместе с тем и надежду взять город. Осада Ревеля продолжалась, но при полном упадке духа в войске.
Тело Шереметева было перевезено в Москву, а оттуда в Кирилло-Белозерский монастырь, где и погребено у большой Успенской церкви, на левой стороне паперти.
По приказанию царя Ивана Грозного, имя Шереметева было вписано, для вечного поминовения, в синодик Московского Успенского собора, и ежегодно, в «неделю православия», соборный протодиакон провозглашал: «Под градом под Колыванью пострадавшему от безбожных немцев Ивану Васильевичу Шереметеву, вечная память!»

## Семья
Отец: Шереметев, Василий Андреевич (ум. 1548)
Братья:
- Иван Васильевич (Большой) (ум. 1577) — воевода, боярин.
- Григорий Васильевич (ум. 1547/1548)
- Семён Васильевич (ум. 1561) — боярин.
- Никита Васильевич (ум. 1563/1564) — боярин.
- Фёдор Васильевич (ум. ок. 1590) — воевода, боярин.

Жена: Домна Михайловна, урожденная княжна Троекурова († 10 марта 1583 г.), дочь князя Михаила Михайловича Троекурова, в пострижении Евникия, погребена в Новодевичьем монастыре.
Дети:
- Елена (в иноках Леонида) (? —1581) — жена царевича Ивана Ивановича, детей не имела.
- Ксения
- Фёдор (? —1650) — боярин и воевода, был женат на Ирине, дочери князя Бориса Камбулатовича Черкасского, имел двух сыновей и трёх дочерей.

## Имущество
Малый Николаевский дворец принадлежал прежде брату царя Ивана Грозного — кн. Юрию Васильевичу.
После его смерти, Шереметев купил этот двор у царя за 7800 р. и дал в придачу два своих двора, находившихся также в Москве, но неизвестно где именно.
Вотчины:
- в Московском, Коломенском, Владимирском, Рязанском, Ярославском и Кашинском уездах.
- в Нерехтском уезде (Костромской губернии), село Борисоглебское (Емена тож), пожалованное ему Иваном Грозным после смерти прежнего владельца, Алексея Феодоровича Адашева.

## Пожертвования
- в Иосифо-Волоцкий монастырь;
- в Ростовский Борисоглебский монастырь;
- в Кирилло-Белозерский монастырь пожертвовал село Елгозино, Московского уезда, со всеми деревнями и угодьями.